# Станіслав Циковський
Станіслав Казимєж Циковський (пол. Stanisław Kazimierz Cikowski; нар. 14 лютого 1899, Чарни-Дунаєць, Австро-Угорщина — пом. 2 грудня 1959, Краків, Польща) — польський футболіст, виступав на позиції півзахисника. Олімпієць. Багаторічний гравець «Краковії».

## Життєпис

### Ранні роки та освіта
Народився 14 лютого 1899 року в місті Чарни-Дунаєць, у багатодітній родині податківця Фердинанда та Флорентини (до шлюбу — Сувада). У 1905—1909 роках навчався в загальноосвітній школі з рідного міста. Продовжив навчання в краківській гімназії № 3 імені Короля Яна III Собеського. У 1917 році отримав середню освіту й розпочав навчання на медичному факультеті Ягеллонського університету. У 1925 році отримав звання доктора медицини. Під час навчання добровільно приєднався до Війська Польського. До лютого 1919 року служив охоронцем у Краківському освітньому відділенні, а потім — санітаром-унтер-офіцером. У 1920—1921 роках був ад'ютантом Окружного командування гарнізону в Кракові. У червні 1921 року став лейтенантом військового запасу.

### Кар'єра гравця
Ще під час навчання в гімназії розпочав займатися футболом. У 1912 році став гравцем краківської «Краковії». У червні 1916 року був переведений до першої команди клубу. До кінця першої половини 1925 року зіграв за команду 226 матчів. У 1921 році допоміг «Краковії» стати переможцем чемпіонату Польщі. Був учасником історичного першого матчу польської збірної — 18 грудня 1921 року в Будапешті Польща з рахунком 0:1 поступилася Угорщині. У складі збірної провів 9 матчів. Учасник Олімпійських ігор у Парижі. 26 травня 1924 року востаннє одягнув футболку національної збірної. Дванадцятикратно представляв збірну Кракова у міжнародних та міжобласних футбольних змаганнях. Завершив кар'єру гравця у травні 1925 році після того як отримав серйозну травму в зіткненні з Владиславом Ковальським під час матчу з «Віслою». За це порушення правил Ковальський отримав річну дискваліфікацію. До 1932 року працював в університетській лікарні, потім лікарем в системі медичних пунктів соціального забезпечення в Кракові. Також займався і приватною практикою. У вересні 1939 року працював лікарем у військовому шпиталі № 1003 у Перемишлі. Повернувшись до Кракова надавав медичну допомогу учасникам польського підпілля в Кракові}. Також надавав медичні послуги спортсменам підпільних польських змагань.

### По завершенні Другої світової війни
Після завершення війни повернувся до соціальної роботи в «Краковії». Працював у Службі Здоров'я лікарем-гінекологом. У 1946 році увійшов до почесного керівництва Спортивного клубу «Краковія». У 1956 році входив до організаційного комітету по святкуванню 50-річного ювілею «Краковії». Також працював у сфері охорони здоров'я. З 1948 року працював на кафедрі Президії муніципальної національної ради. Помер 2 грудня 1959 року в Кракові, похований на Раковицькому кладовищі.
Був одружений з Яніною Жвавою. Двоє дітей — син Кшиштоф (1946 р.н) та донька Дорота (1950 р.н.).

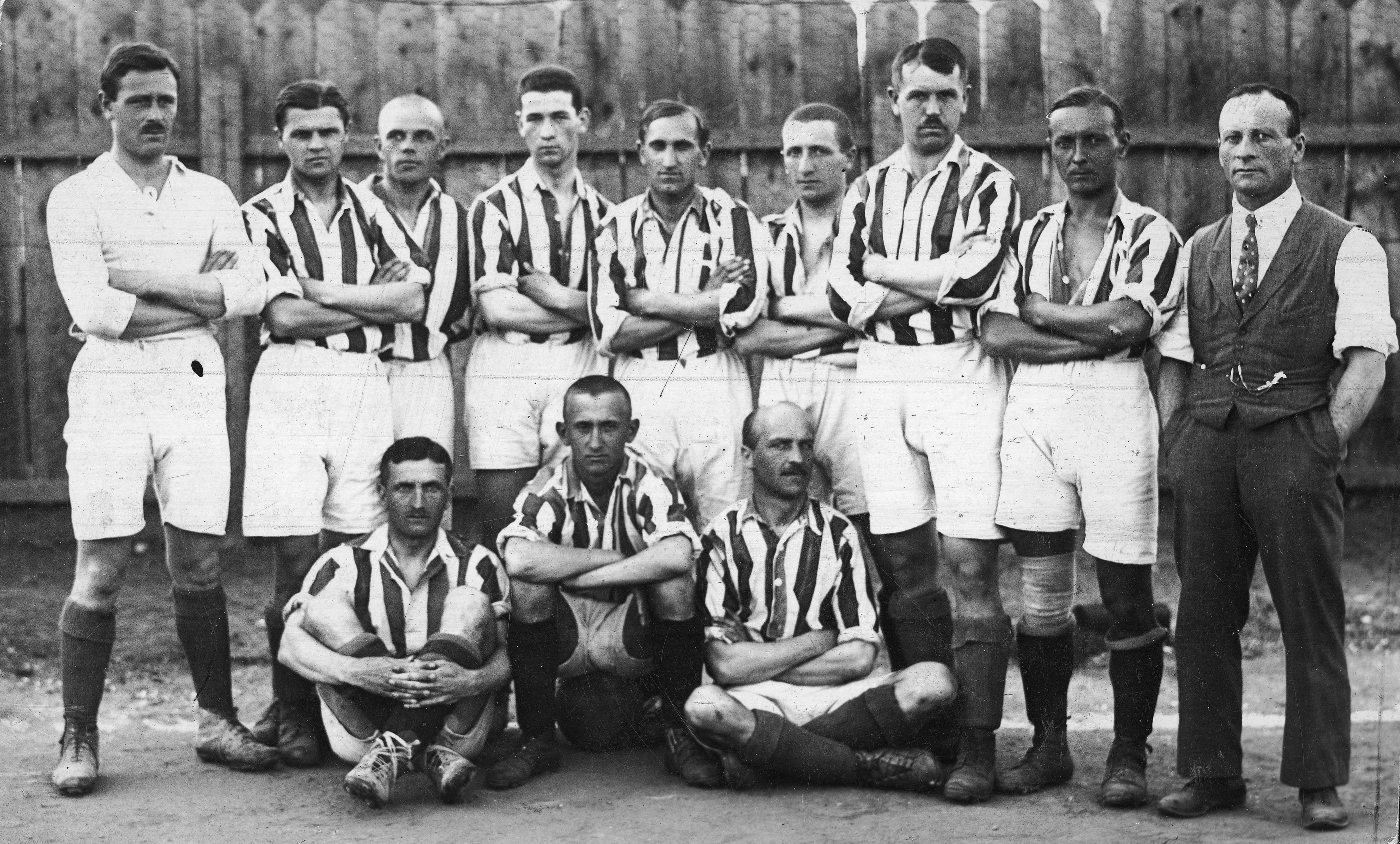
Циковський (другий ліворуч) у футболці «Краковії», чемпіон Польщі 1921
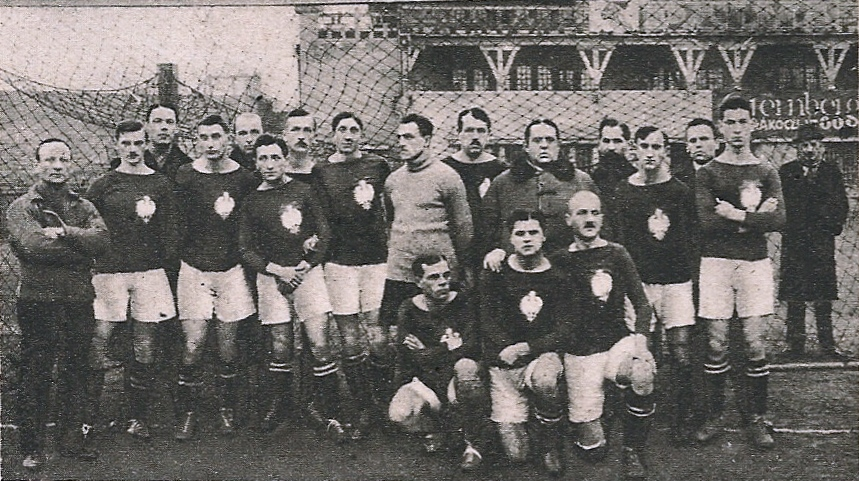
Циковський (стоїть на коліні по середині) напередодні першого матчу збірної Польщі, 1921
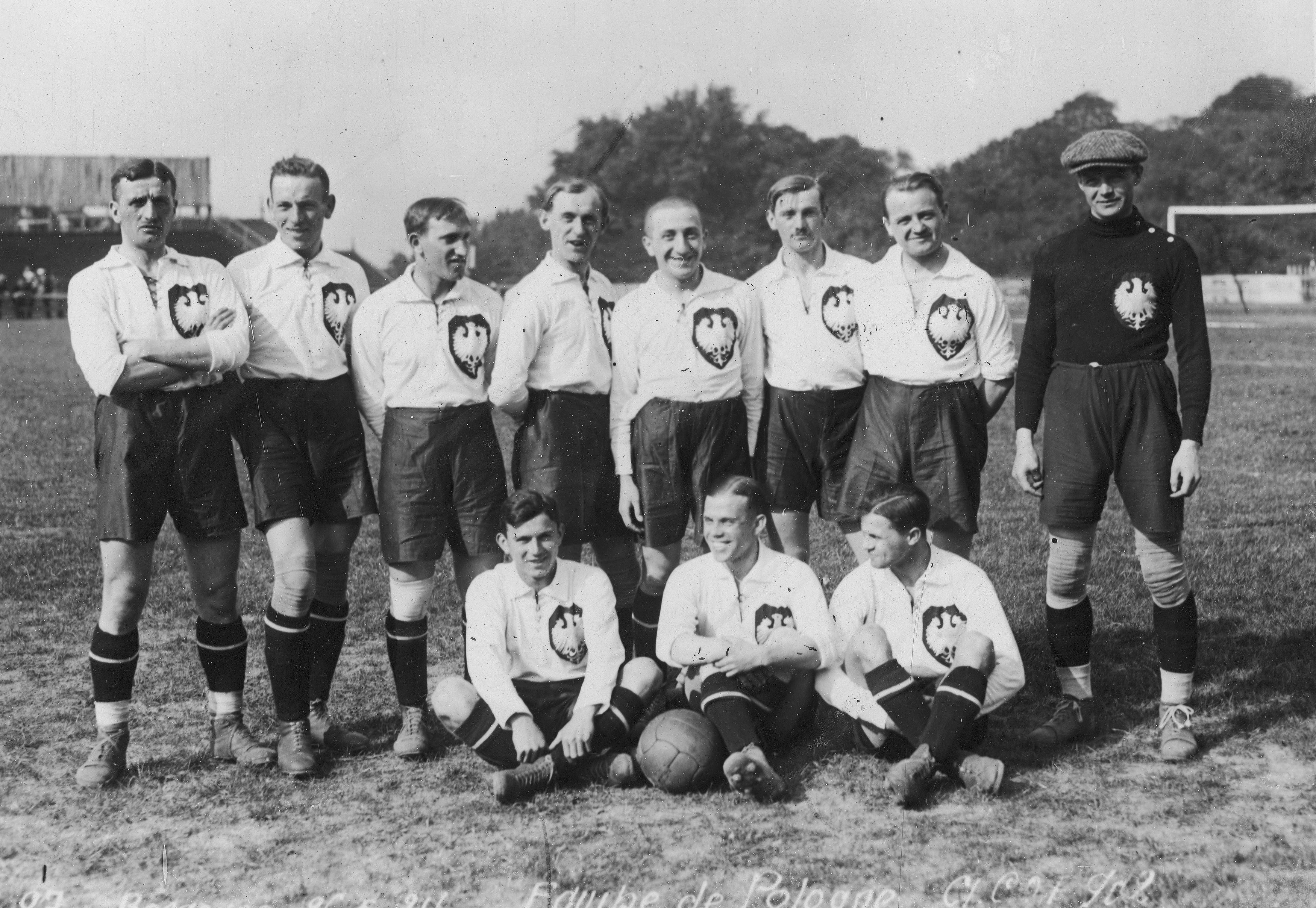
Циковський (сидить перший праворуч) у футболці збірної Польщі під час Олімпійських ігор 1924

## Досягнення
- Чемпіонат Польщі
  -  Чемпіон (1): 1921